# Eyüp
Eyüp – dzielnica Stambułu i podprowincja prowincji Stambuł.
Początkowo był ten teren wioską za murami miasta Stambuł, ale wraz z rozwojem miasta część ta została wcielona do terenu miasta.